# Temple protestant de Senones
Le temple protestant de Senones est un lieu de culte situé quai Jules Ferry à Senones dans le département des Vosges. C'est une ancienne synagogue. La paroisse de Vosges-Meurthe, membre de l'Église protestante unie de France, se réunit dans des lieux de culte à Saint-Dié, Raon-l'Etape et Baccara.

## Histoire
À la Renaissance, lors de la Réforme protestante, les comtes de Salm adoptent le luthéranisme, avant de revenir plus tard au catholicisme. Des protestants et des juifs originaires d'Alsace viennent s'établir dans la ville, notamment des optants après 1870. En 1885, la communauté juive compte 104 membres.
La synagogue de Senones est construite en 1896, et consacrée le 11 mars 1897. La date de construction est indiquée au sommet du pignon. C'est la plus ancienne synagogue encore debout aujourd'hui dans le département de Vosges. Son architecte est François-Edmond Martin (1860-1914), de Saint-Dié.
L'exode rural réduit considérablement la taille de la communauté juive, avec moins d'une trentaine d'individus en dans les années 1930. Pendant la Seconde Guerre mondiale, la communauté juive disparaît dans la Shoah. La synagogue est mise sous séquestre et vandalisée pendant l'occupation allemande, elle est endommagée par des bombardements en octobre 1944. En 1949, le Consistoire cède par donation la synagogue à la communauté protestante, en soulignant que les protestants ont aidé les Juifs pendant la persécution. Une clause indique que « si une communauté israélite venait à se reconstituer à Senones, le culte protestant mettra une salle à la disposition de nos coreligionnaires ». La communauté protestante a augmenté pendant la guerre, avec l'exil d'Alsaciens, rejoignant les protestants déjà installés et les familles mennonites.
En 1981, une cloche de 1860 est ajoutée en façade, récupérée d'une école fermée du hameau de La Forain.

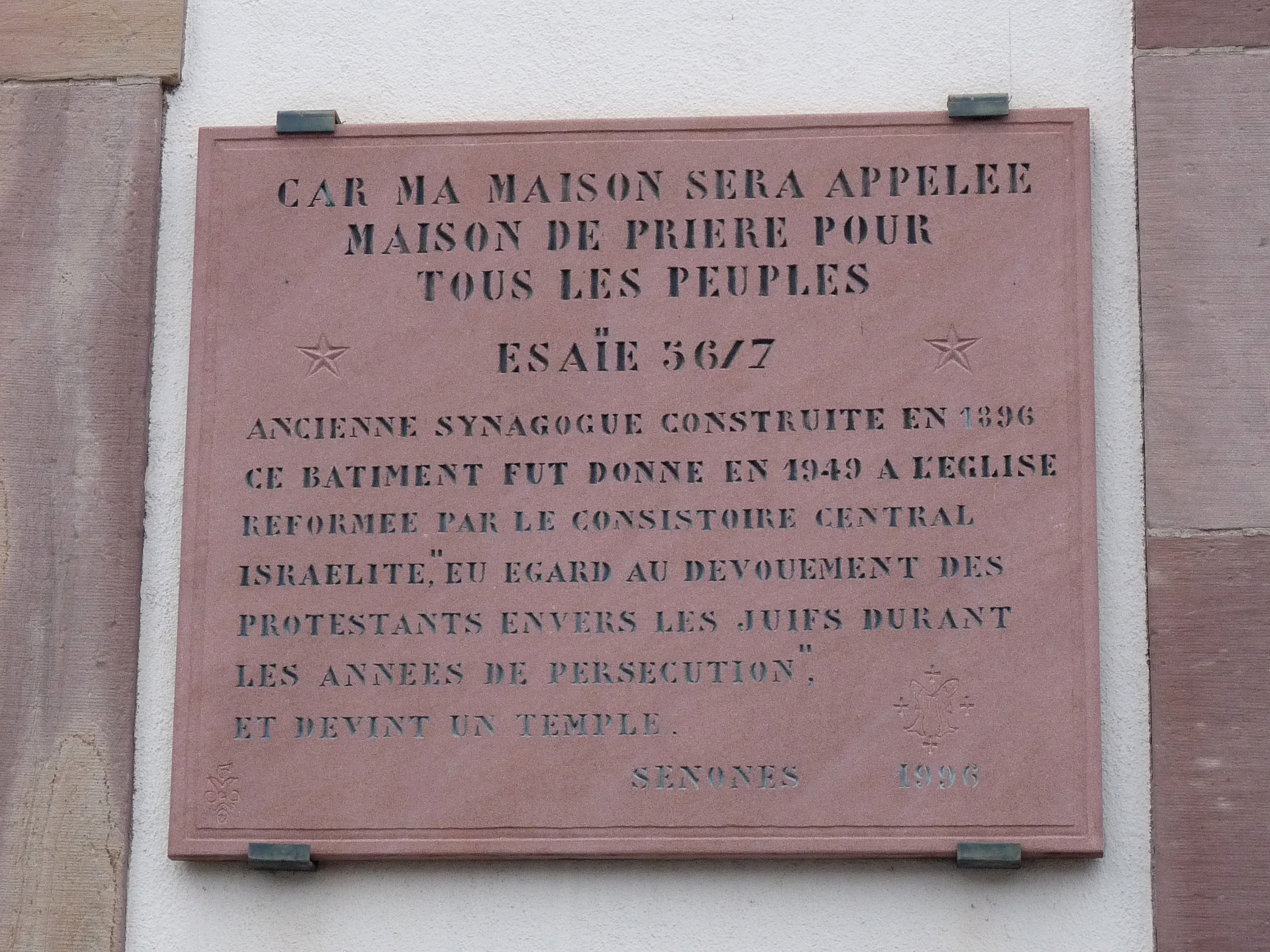
Plaque sur la façade du temple.

En 1997, à l'occasion du centenaire de sa construction, une plaque commémorative est inaugurée à gauche de la porte, rappelant les conditions de cette donation : « Ancienne synagogue construite en 1896 ce bâtiment fut donnée en 1949 à l'église réformée par le Consistoire central israélite, "eu égard au dévouement des protestants envers les Juifs durant les années de persécution", et devint un temple. ». Elle est accompagnée d'une citation appropriée du livre d'Esaïe 56, 7  « Car ma maison sera appelée Maison de prière pour tous les peuples », dont le verset en hébreu est repris sur l'arc en plein cintre de la façade « כִּי בֵיתִי, בֵּית-תְּפִלָּה יִקָּרֵא לְכָל-הָעַמִּים ».

## Architecture
Le bâtiment est en moellon de grès enduit. La façade, avec pignon sur rue est agrémenté d'un jeu de chaînage de grès rouge soulignant les articulations et les fenêtres et les acrotères. Deux simples rosaces en vis-à-vis, en façade et au chevet, apportent de la lumière dans l'axe de la nef. Elles sont toutes deux en verre transparent, avec un disque central et huit pointes - mais celles de façade, arrondies, dessinent une fleur à huit pétales, tandis que celles du chevet, à angle droit forme deux carrées superposés. A l'origine, une représentation symbolique des Tables de la Loi surmontait le pignon.
À l'intérieur, une niche en plein cintre abrite une croix nue en bois. Elle figure l'ancienne l'arche sainte de la synagogue, qui abritait les rouleaux de la Torah. Une galerie pour les femmes est au revers de la façade. Une Bible de 1902 est posée sur la table de communion dans l'axe de la nef, encadré d'une chaire en sapin de 1950 et d'un pupitre.